# Anna Rogowská
Anna Rogowská (* 21. května 1981 Gdyně) je polská atletka, bronzová olympijská medailistka z roku 2004, mistryně světa a halová mistryně Evropy ve skoku o tyči.

## Kariéra
Na ME v atletice 2002 v Mnichově skončila ve finále sedmá. O rok později získala v Bydhošti bronzovou medaili na evropském šampionátu do 23 let. V témže roce se umístila na světovém šampionátu v Paříži na sedmém místě (445 cm). Na letních olympijských hrách v Athénách 2004 se napotřetí zachránila na výšce 455 cm. Následné dvě výšky však zdolala napoprvé a za výkon 470 cm vybojovala bronzovou medaili. V roce 2005 získala v Madridu na halovém ME stříbrnou medaili.

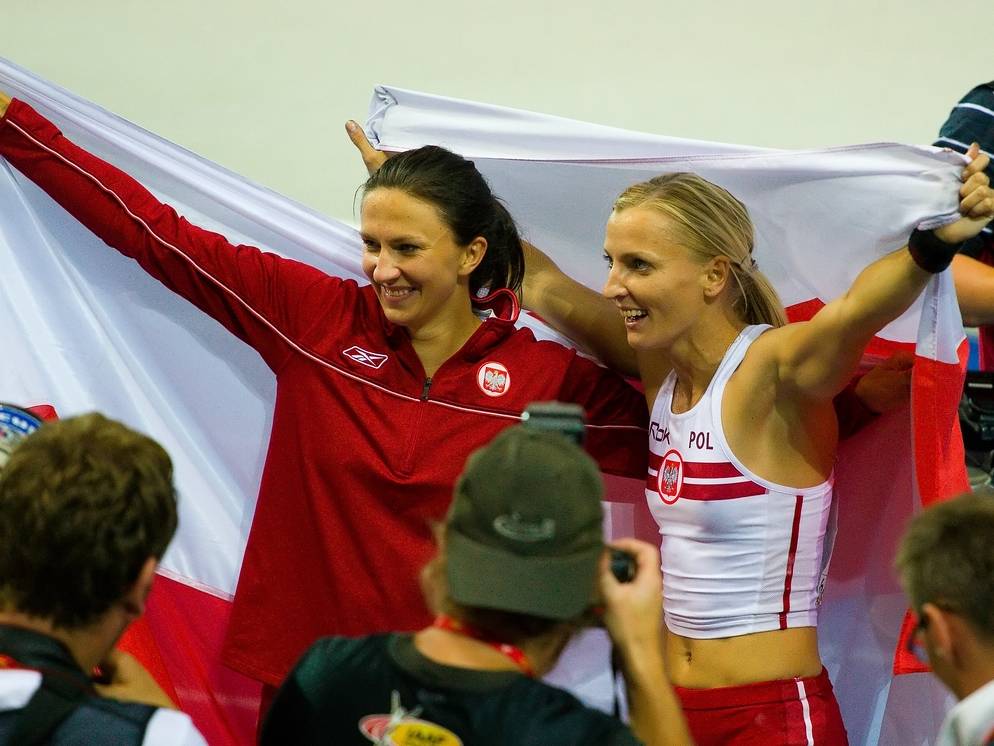
Monika Pyreková (vlevo) a Anna Rogowská na MS 2009

22. července 2005 na mítinku v Londýně skočila 480 cm, čímž vytvořila národní rekord. Ve stejném závodě mimo jiné ruská tyčkařka Jelena Isinbajevová poprvé překonala hranici pěti metrů. 26. srpna 2005 na Zlaté lize v Bruselu národní rekord vylepšila na hodnotu 483 cm. Na halovém MS 2006 v Moskvě skončila druhá, když prohrála jen s Jelenou Isinbajevovou. O rok později získala bronz na HME v Birminghamu, kde skončila na čtvrtém místě česká tyčkařka Pavla Rybová. Na olympiádě v Pekingu 2008 skončila ve finále na desátém místě společně s Brazilkou Fabianou Murerovou.
24. července 2009 v Londýně porazila na pokusy královnu ženské tyčky posledních let Jelenu Isinbajevovou. Obě zdolaly 468 cm, Polka se však mohla radovat z vítězství díky čistšímu zápisu. Největší úspěch své kariéry zaznamenala na mistrovství světa v Berlíně. Jako jediná ve finále překonala 475 cm a získala zlatou medaili. O stříbro se podělila její krajanka Monika Pyreková s Američankou Johnsonovou. Jelena Isinbajevová ve finále nezaznamenala platný pokus.

### Osobní rekordy
- hala – 485 cm – 6. března 2011, Paříž – NR
- venku – 483 cm – 26. srpna 2005, Brusel – NR